# Baroda
|  | Per a altres significats, vegeu «Baroda (desambiguació)». |

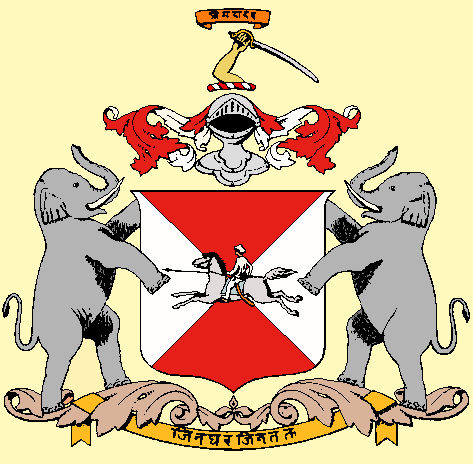
Escut de Baroda

Baroda fou un principat tributari protegit de l'Índia, un dels principals de l'Índia, directament depenent del govern general però de facto de la presidència de Bombai, ja que part de l'estat era a Kathiawar a Gujarat (els estats tributaris). Estava format per diversos territoris intercalats entre districtes britànics. Els nadius l'anomenaven Wadodara, corrupció del sànscrit vatodar (al cor dels arbres de banya). La capital era Baroda coneguda també com a Virakshetra o Virawati (Terra de guerrers) i molt antigament anomenada Chandanavati (per Raja Chandan del clan Dor dels rajputs que l'havia arrabassat als jainistes). Variants del nom són Brodera i Borada. La superfície es calcula en 3239,5& km² repartits entre els 4 territoris principals de Kadi, Baroda, Navsari i Amreli. La població el 1949 s'estimava en tres milions de persones (vegeu més avall Població). La capital era Baroda (ciutat) avui Vadodara.

## Geografia

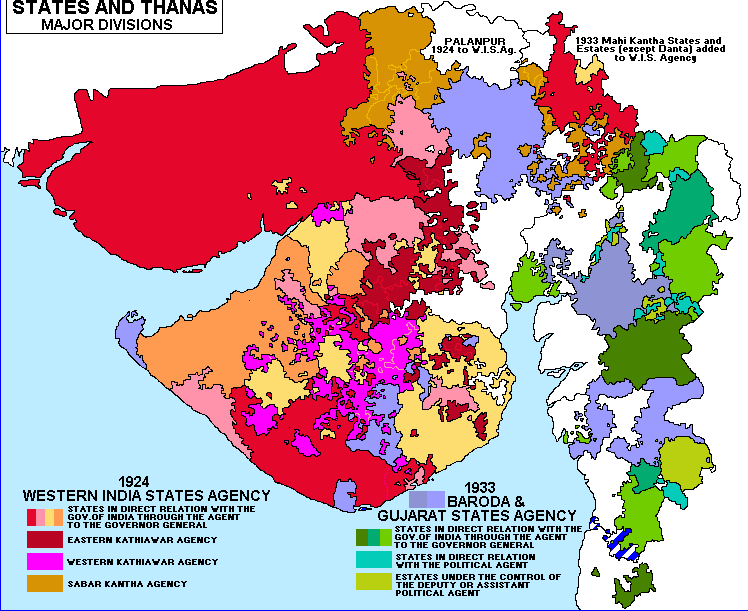
Mapa, en lila els diversos territoris de Baroda al Gujarat.

El districte del nord de Gujarat o Kadi estava regat pels rius Narbada, Tapti, Mahi, i rierols menors. Okhamandal estava rodejat per tres costats pel golf de Kutch i els Mahals d'Amreli eren similars a la resta del Kathiawar; els districtes centrals entorn de Baroda (ciutat) i Navsari era una zona fèrtil i ben cultivada, especialment el sud (Navsari).
Els rius principals eren:
- Saraswati (Gujarat)
- Sabarmati
- Mahi
- Narbada
- Purna
- Dhutarwad
- Shetrunji
- Meswa
- Watrak
- Shetruti
- Dhadhar
- Kim
- Ambika.

Rius de segon nivell eren:
- Banas
- Rupan
- Lun
- Jari
- Vishwamitri
- Surya
- Or
- Varna
- Amba
- Karad
- Jambua
- Tembhi

Les úniques muntanyes eren a l'extrem sud de la divisió central, les muntanyes de Rajpipla.

## Història
La invasió maratha de Gujarat es va iniciar el 1705; el 1712 el cap maratha Khande Rao Dabhade va esdevenir molt poderós i va guanyar diverses batalles als governadors mogols i el 1716 va rebre el títol de senapati (comandant en cap) i va establir el seu comandament a Satara. El 1720 l'emperador mogol Muhammad Shah va concedir als marathes el dret de cobrar un quart dels impostos (chauth) del Gujarat; poc després Khande Rao va estar present a la batalla de Kalapur on va destacar per la valentia personal i dels seus homes i entre aquestos un oficial anomenat Damaji Gaikwar, que pel seu valor va obtenir el títol de Shamsher Bahadur (l'Il·lustre home d'espasa) que va restar en possessió dels seus descendents en endavant.
El 1721 Khande Rao i Damaji van morir amb poc temps de diferència; al primer el va succeir el seu fill Trimbak Rao, i al segon el seu nebot Pilaji amb el nom familiar de Gaikwar (també Gaekwar, Gaikowar), el qual fou considerat el fundador de la nissaga; Pilaji va obtenir el govern d'una paga i es va distingir per les seves incursions al Gujarat, però a causa de conflictes interns es va haver de retirar a Songarh des d'on va dirigir posteriors expedicions; els Gaikwar van tenir residència a Songarh fins al 1766. Durant anys Pilaji, sovint amb suport d'altres caps marathes, va envair Gujarat i va cobrar tribut a les Surat Atthavisi (Vint-i-vuit divisions) i el 1723 va marxar directament a Surat (ciutat), va derrotar el governador i en endavant va recaptar tribut a la regió regularment. Més tard va obtenir el suport dels desais de Padra, Chhani, i Bhayali, i va poder arribar en les seves expedicions fins al riu Mahi. El 1725 va reclamar els districtes al sud del Mahi, com Baroda, Nandod, Campaner, Broach i Surat però va retornar a Songarh; el seu superior el senapati es va establir a Dabhoi, no lluny de Baroda, que va esdevenir 
el seu quarter regular (Dabhoi havia estat conquerida per Pilaji).
Llavors van començar una sèrie de derrotes i els marathes van perdre tot el que havien guanyat al Gujarat. Pilaji va haver de fugir a Cambay i després a Sorath; però el virrei mogol Sarbuland Khan, al no rebre ajut de Delhi, va haver d'afluixar i aviat va haver de cedir a Pilaji una part en els districtes al sud del Mahi. D'altra Banda Pilaji era subordinat del senapati, el qual ara estava enfrontat al peshwa maratha, i aquest va enviar els seus vassalls els ponwar a expulsar a Pilaji. Sarbuland Khan va arribar a un acord amb el peshwa Baji Rao al que va prometre una dècima part addicional dels ingressos (chauth i sardershmukhi) a condició del suport del peshwa contra Pilaji i altres caps marathes. Però el 1727 Pilaji va aconseguir capturar Dhaboi i Baroda (ciutat). D'altra banda les concessions de Sarbulan Khan no foren confirmades per l'emperador i el 1730 fou substituït com a virrei per Abhai Singh, raja de Jodhpur. Quan aquest va arribar al Gujarat, Baji Rao va signar una aliança amb ell per oposar-se a Pilaji i expulsar-lo de Baroda i el 1731 el peshwa va assetjar aquesta ciutat però va haver de desistir quan va saber que l'exèrcit de Nizam al-Mulk estava preparant un atac contra ell. Durant el seu camí el peshwa es va trobar amb l'exèrcit del senapati, que tenia el suport de Pilaji, i el va derrotar a Bhilapur (1731). Pilaji va resultar ferit i es va retirar a Songarh però el peshwa no va aprofitar per completar la victòria, i ben al contrari va capgirar les aliances i va nomenar a Pilaji com a mutalik del nou senapati Jaswant Rao Dabhade que havia succeït al seu pare mort a la batalla de Bhilapur). Pilaji va rebre el títol de Sena Khas Khel (Cap de la Banda Sobirana). Pilaji, com a mutalik, tenia ara al seu abast tots els recursos del senapati però el 1732 fou assassinat a Dakor per agents d'Abhai Singh, el raja governador de Gujarat.
El va succeir el seu fill Damaji Rao Gaikwar. Abhai Singh aprofitant la confusió, va avançar ràpidament cap a Baroda i va ocupar la ciutat i la fortalesa. Damaji es va fer fort a Dabhoi, i es va ocupar per fer represàlies en direcció a Ahmedabad. Aquesta expedició va tenir un cert èxit així com altres expedicions que va fer i finalment va recuperar Baroda el 1734. El poder de Damaji va créixer cada dia i finalment el 1737 Abhai Singh va haver d'abandonar el Gujarat i el va succeir Momin Khan que va veure difícil mantenir la posició a Ahmedabad així que va cridar a Rangoji, un general de Damoji, amb el que va negociar l'ajut del seu senyor a canvi de la meitat dels impostos del Gujarat. El virrei va restar aliat dels Gaikwar fins a la seva mort el 1742.
En aquest temps el poder de Damaji creixia. Apareix capturant Bansah, prop d'Ahmedabad, i fent operacions contra Broach, que estava en mans d'un vassall del nizam d'Hyderabad i sembla que en va obtenir una part dels ingressos. A més com que el senapati Jaswant Rao Dabhade va demostrar ser incompetent per la seva tasca, Damaji fou el que tenia el poder en nom de la vídua de l'anterior senapati; quan la vídua va morir Damaji fou nomenat representant del peshwa a Gujarat; amb aquest increment del poder va fer una incursió a Malwa que fou afortunada.
A la mort de Monim Khan el 1747 el nou virrei fou Fida al-Din que va iniciar una política enèrgica; va derrotar el general Rangoji, però a la tornada de Damoji de Malwa altre cop aquest va recuperar la iniciativa; Fida al-Din va haver de fugir del país i Rangoji va conquerir Petlad, i el germà de Damaji, Khande Rao, va establir els drets familiars a Ahmedabad. Mentre hi havia dissensions a Surat que van derivar el 1751, en què es va reconèixer la meitat dels ingressos de la ciutat a Damaji i l'altra meitat al peshwa. El 1751 Damaji fou cridat per Tarabai de Satara per rescatar al seu net, el representant de Sivaji, de mans dels bramans del peshwa. Damaji va sortir de Songarh amb un exèrcit de 15000 homes i va atacar i derrotar a un exèrcit que se li oposava a Nimb (exèrcit que era superior). Però després d'això va patir algunes derrotes i finalment es va haver de sotmetre al peshwa.
Damaji llavors li va oferir a aquest un tracte; el peshwa amb l'excusa que l'estudiava el va atreure al seu campament i sobtadament el va atacar i el va fer presoner portant-lo a Poona. Llavors el peshwa va iniciar l'establiment del seu poder al Gujarat, tant contra el partit mogol com contra els seguidors de Damaji. No va aconseguir res i va decidir fer un acord amb Damaji, i aquest va haver d'acceptar les condicions del peshwa: la meitat del Gujarat i de les seves rendes seria pel peshwa, la meitat de les futures conquestes serien també pel peshwa, hauria de mantenir un exèrcit de deu mil cavallers per ajudar el peshwa quan aquest ho demanés i hauria de pagar un tribut de 5 lakhs. Damaji amb aquestes condicions fou alliberat.
Tot seguit Damaji va fer campanya amb altres caps marathes fins a la conquesta d'Ahmedabad que va suposar el final del poder mogol al Gujarat i el país va quedar dividit entre el peshwa i Damaji Gaikwar. El 1761 Damaji va marxar a combatre a Ahmad Shah Durrani i va prendre part en la batalla de Panipat on es va distingir; va poder escapar al desastre i retornar a Gujarat on va combatre els musulmans que esperaven aprofitar la derrota maratha de Panipat. Vers 1762 Damaji va traslladar la seva capital de Songarh a Patan (antiga Anhilvada). Entre 1763 i 1766 va ocupar la major part del territori de Kadi (uns dels quatre que formen el principat) i després va fer diverses conquestes a Kathiawar; va recaptar tribut a Idar i Rajpipla. El 1766 la capital es va establir a Baroda (ciutat).
Poc després de Panipat va morir el peshwa Balaji Rao i el va succeir el jove Madhava Rao, que aviat fou desafiat pel seu ambiciós oncle Raghunath Rao (Raghuba), amb el que Damaji va formar una ferma aliança. Però el 1768 Madhava Rao va derrotar els aliats a Dhodap, i va fer presoner a Raghunath Rao i a Govind Rao, fill de Damaji. Altre cop el peshwa va imposar oneroses condicions per la pau i l'alliberament del presoner; la mort de Damaji poc després semblava anunciar el final de la nissaga.
Damaji va deixar sis fills dels quals el més gran, Sayaji Rao I Gaikwar, un xic retardat mental i el segon Govind Rao Gaikwar, un dèbil i vacil·lant, van reclamar la successió o gaddi. El peshwa va fer de mediador i va alliberar a Govind Rao que era a Poona i el va reconèixer com a Sena Khas Khel a canvi de pagar un fort tribut. Mentre el fill més jove de Damaji, de nom Fateh Singh Rao Gaikwar (I), es va apoderar de la ciutat de Baroda en nom de Sayaji Rao. El 1771 Fateh Singh va anar a Poona i va obtenir del peshwa la revisió de la seva decisió; Sayaji Rao va ser reconegut com a Sena Khas Khel i Fateh Singh com el seu mutalik; just llavors Khande Rao, fill petit de Pilaji Gaikwar i germà per tant de Damaji, que era governador de Kadi, va iniciar una agitació, nominalment al servei d'un o altre pretendent, alternativament. Fateh Singh, convençut que en aquesta situació el govern de Poona annexionaria Gujarat, va retornar a Baroda i va iniciar contactes amb la Companyia Britànica de les Índies Orientals. El 1772 quan Broach fou conquerida per assalt pels britànics va signar un tractat amb el govern de Bombai per una partició dels ingressos dels territoris conquerits, però altres propostes de Fateh Singh foren refusades i Fateh i Govind van lluitar per un temps sense intervenció exterior.
Raghuba mentre havia aconseguit ocupar el poder com a peshwa i va anul·lar la decisió que afavoria a Sayaji Rao i va reconèixer al seu antic aliat Govind Rao com a Sena Khas Khel. Raghuba no obstant fou expulsat de Poona no gaire després i es va establir una regència en nom del seu besnebot Madhava Rao II, un infant; el març de 1775, va obtenir el suport del govern de Bombai amb el qual va signar el tractat de Surat en el qual es comprometia a obtenir de Govind Rao Gaikwar la cessió de la seva meitat en els ingressos de Broach (ciutat i pargana) a favor de la companyia britànica, i a canvi seria ajudat a recuperar el poder; però el tractat fou desautoritzat pel governador general que va signar un tractat diferent (Tractat de Purandhar) amb la regència de Poona (1776) i altre cop els rivals de la família Gaikwar van mantenir la disputa entre ells sense intervenció. El febrer de 1778 en circumstàncies poc conegudes, Fateh Singh va aconseguir altre cop el nomenament pel seu pupil del títol de Sena Khas Khel, i Govind Rao es va haver d'acontentar amb un jagir de 2 lakhs.
Fateh Singh va dedicar la primera part del seu govern a recuperar de la companyia britànica Broach i els territoris adjunts retornats als marathes pel tractat de Purandhar de 1776 i que els britànics encara conservaven; els esforços no van tenir èxit; el 1779 una segona guerra va esclatar entre la regència de Poona i els britànics, i Fateh Singh es va declarar aliat dels segons i es va signar un tractat a Kandila (Dabhoi) el gener del 1780 pel qual el Gaikwar esdevenia independent del peshwa i conservava la seva meitat dels ingressos de Gujarat mentre els britànics agafarien la part del peshwa. Aquest acord no obstant fou pràcticament anul·lat pel tractat de Salbai: El febrer de 1780 Holkar d'Indore i Sindhia de Gwalior, aliats del peshwa, van travessar el riu Narbada i van atacar Dhaboi defensada per James Forbes; després la guerra va seguir sense resultats decisius; Fateh va restar fidel als britànics no obstant els esforços de Sindhia per portar-lo al seu bàndol i el maig de 1782 es va signar el tractat de Salbai que retornava als Gaikwar a la seva antiga posició, encara que almenys sense perdre res; en endavant hauria de pagar tribut a Poona com abans. Fateh Singh va morir el desembre de 1789 i el seu lloc el va ocupar un altre germà, Manaji Gaikwar.
El 1791 hi va haver una epidèmia de fam. El 1792 va morir Sayaji Rao i tot i les reclamacions de Govind Rao, fou el regent Manaji Gaikwar el que va agafar el poder i va pagar una forta quantitat a Poona per la confirmació. Sindhia va donar suport a Govind Rao i la rivalitat entre aquest i Manaji va restar viva fins a la mort d'aquest darrer, el mes d'agost de 1793. Llavors Govind Rao, amb un fort pagament, va poder accedir finalment al poder i va rebre el títol de Sena Khas Khel. Les peticions de Poona foren tan exagerades que va sernecessaria la intervenció britànica. Abans d'entrar a Baroda, Govind Rao va haver de lluitar una vegada més, ara contra el seu fill il·legítim Kanhoji Gaikwar que es va revoltar; però traït per les seves pròpies forces el rebel es va haver de rendir al seu pare; més tard es va escapar i es va unir a la rebel·lió de Malhar Rao, fill i successor de l'agitador Khande Rao (que havia mort el 1785), però els dos homes aviat es van barallar i Kanhoji fou altre cop traït i empresonat; Malhar Rao pel seu costat va haver de comprar la pau.
En el regnat de Govind Rao es va produir la campanya contra Aba Shelukar, que havia rebut l'administració dels ingressos del districte d'Ahmedabad per compte del peshwa; hi va haver diversos enfrontaments i finalment Shelukar fou abandonat per les seves forces i empresonat a Baroda. Finalment les hostilitats es van aturar i el 1799 el peshwa va cedir el districte d'Ahmedabad als Gaikwar per cinc anys per un pagament anual. Govind Rao va morir el setembre de 1800 i el va succeir el seu fill gran i legítim Anand Rao Gaikwar, de caràcter dèbil.
Aviat li va disputar el poder el seu germà il·legítim Kanhoji amb el seu antic aliat Malhar Rao. Les dues parts van demanar ajut al govern de Bombai que va decidir en favor d'Anand Rao; l'abril de 1802 una força des de Cambay va entrar a Kadi, seu dels rebels, i va establir el poder de Anand Rao. A canvi el govern britànic va demanar un tractat que fou signat el juny de 1802 en el que força territoris eren cedits a la Companyia que a més rebia el dret d'interferència en cas de coses impròpies o injustes contra Anand Rao i els seus successors; un resident britànic es va establir a Baroda. El 1804 el peshwa va confirmar la cessió d'Ahmedabad als Gaikwar per deu anys amb una renda anual.
L'abril de 1805 fou signat un tractat definitiu entre els britànics i Baroda, on se cedien nous districtes i s'establia una forçà militar subsidiària que seria mantinguda pel sobirà; la política exterior de l'estat quedava en mans dels britànics i les diferències amb el peshwa serien resoltes amb la seva mediació. El 1807 Fateh Singh Rao Gaikwar (II), fill de Anand Rao, esdevingué membre del consell d'estat i va començar a rebre poders; el 1812 va ser nomenat primer ministre Gangadhar Sastri. Una vegada més Kahonji va intentar desestabilitzar el govern del seu germanastre però el complot fou avortat i Kahonji arrestat i deportat a Madras. El 1812-1813 hi va haver una epidèmia de fam.
Les disputes entre el peshwa i el Gaikwar s'havien de resoldre i semblava arribat el moment; així es va establir que la cessió de Ahmedabad no seria renovada al final dels 10 anys (1814). Gangadhar Sastri fou enviat a negociar a Poona i semblava que tot aniria bé, però les intrigues de Sitaram, un destituït ministre de Baroda, van impulsar al peshwa a no escoltar les propostes de Sastri; Ahmedabad fou assignada a Trimbakji Danglia, i la resta de punts foren deixats pendents; mentre encara es negociava, Gangadhar Sastri fou assassinat i va seguir un intent de revolta a Baroda a favor de Sitaram, però fou avortat i finalment l'ex ministre fou fet presoner i deportat a Navsari el 1816.
Mentre s'havia format una confederació dels grans caps marathes i el peshwa tractava de forçar a Fateh Singh a entrar-hi i enviava als seus agents a provocar disturbis a Kathiawar; la qüestió dels drets del peshwa a aquesta regió amenaçava en desembocar en una guerra i els britànics van arribar a preparar la guerra però finalment el peshwa es va fer enrere i el 1817 es va signar un tractat a Poona pel qual el Gaikwar esdevenia independent del peshwa i aquest renunciava a tots els seus drets a canvi d'un pagament de 4 lakhs a l'any, i la part del peshwa en el tribut del Kathiawar fou cedit als britànics; Ahmedabad fou cedit a perpetuïtat al Gaikwar per 4,5 lakhs a l'any. El novembre del mateix any es va signar un tractat complementari entre els britànics i el Gaikwar pel que aquest ampliava la força militar subsidiària que havia de mantenir, cedia la seva part de les rendes de Ahmedabad per pagar aquest manteniment i rebia la província d'Okhamandal i l'illa de Beyt, i alguns territoris menors. Aquest tractat va provocar poc després la guerra amb Baji Rao, el peshwa maratha, amb el raja de Nagpur, els Pindaris, i Holkar d'Indore, durant les quals Fateh Singh fou estret aliat dels britànics rebent en premi la condonació del tribut de 4 lakhs a pagar al peshwa, el poder del qual fou aniquilat. Poc després (1818) va morir Fateh Singh Rao, i fou succeït com a regent pel seu germà petit Sayaji Rao Gaikwar. Anand Rao tanmateix va morir el 1819, i el regent, com a Sayaji Rao II Gaikwar, va passar a governar en nom propi.
El 1820 la comissió que tenia al resident britànic al front i havia regit el principat durant la vida d'Anand Rao, fou abolida i el Gaikwar va nomenar dos ministres però com que no se'n refiava va posar a Mir Sarfaraz Ali per vigilar-los. L'estat va entrar en problemes financers, ja que el príncep refusava seguir els consells del resident; finalment el Gaikwar va accedir a fer cessions septennals de mahals a persones respectables, en lloc de cessions anyals i a persones dubtoses; van seguir algunes intrigues i un dels ministres va dimitir i es van nomenar dos diwans adjunts.
El 1828 Sir John Malcom, governador de Bombai va llençar una proclama anunciant el segrest temporal de les terres de Petlad, Dabhoi, Kadi, Amreli, i altres per un valor anual estimat de 10 lakhs; el 1830 la mesura es va renovar i amb els ingressos es va poder organitzar el contingent de 3000 cavalls; aquest segon segrest fou anul·lat per la Cort de Directors el 1832 i el territori fou restaurat al príncep; el 1831 Malcom fou substituït per Lord Clare que va intentar mesures conciliatòries per fer oblidar les decisions anteriors, i es van prendre mesures per satisfer els creditors de l'estat mentre el Gaikwar comprometia personalment el manteniment del contingent militar en adequades condicions. Però aviat el mal govern va retornar. El 1838 es va considerar la possibilitat de deposar Sayaji Rao, però el 1839 aquest va fer completa submissió i va expressar el desig de satisfer les indicacions dels consellers britànics. Es va introduir un nou i millor sistema d'administració al Kathiawar i es van pagar compensacions pels robatoris del ciutadans de Baroda. Tot i així encara van restar algunes pràctiques corruptes.
El 1847 Sayaji fou succeït pel seu fill gran Ganpat Rao Gaikwar, que va introduir reformes sota influència del resident; va construir carreteres, ponts, i altres construccions, va plantar arbres, va prohibir l'infanticidi i la venda de nens, va fixar les reclamacions pels robatoris i en general va seguir una línia de progrés. El 1854 la supervisió política fou transferida de Bombai al govern general de l'Índia fins que li fou retornat el 1860. Ganpat Rao va cedir diversos territoris necessaris per a la construcció del ferrocarril de Bombai-Baroda-Índia Central el 1856, i va morir aquell mateix anys sense deixar successió legitima; el va succeir el seu germà Khande Rao Gaikwar.
Khande fou lleial als britànics durant la rebel·lió dels sipais. Em premi va rebre el 1862 el dret d'adopció i fou creat cavaller britànic. La seva afició als luxes (joies, casera, recepcions, edificis) no li deixava diners per les obres públiques. Tot i així encara va construir un tram del ferrocarril de Miyagam a Dabhoi, i va intentar diverses mesures considerades adequades.
Va morir el 1870 i el seu germà Malhar Rao Gaikwar havia estat implicat feia poc en un complot per enderrocar-lo i havia estat empresonat a Padra. Com que era l'únic hereu fou alliberat i proclamat maharaja; en revenja pels maltractes patits a Padra va maltractar als servidors i auxiliars del seu germà difunts. L'administració es va deteriorar, les taxes es van apujar i la bogeria o extravagància i la crueltat van dominar el seu regnat. El govern de Bombai va decidir nomenar al coronel Phayre com a resident, el qual va dedicar les seves energies a combatre els abusos; es va crear una comissió d'enquesta que va aixecar càrrecs de mala administració que es van declarar provats. Malhar Rao fou advertit i comminat a fer reformes abans del final del 1875; d'acord el maharaja i el resident fou nomenat nou resident el coronel Sir Lewis Pelly, com a comissionat especial i agent del govern general; el novembre de 1874 es va informar d'un intent d'enverinament del coronel Phayre i Lewis va arribar el desembre de 1874 i va agafar de fet l'administració.
Del resultat de la investigació sobre el cas d'enverinament el gener de 1875 el Gaikwar fou arrestat i, pendent del resultat final, Lewis va anunciar que assumia el govern de l'estat. La comissió d'investigació, presidida per Richard Couch, Cap de Justícia de Bengala, no va arribar a cap decisió, ja que la meitat (els tres membres anglesos de la comissió) deia que havia estat el maharaja l'instigador, però l'altra meitat (els tres nadius) pensaven el contrari. Per tant, el maharaja fou declarat deposat però no acusat de l'intent d'enverinament sinó per la seva mala conducta i el mal govern i la seva incapacitat per governar el país i fer les reformes necessàries. Fou deportat a Madras on va residir sota vigilància fins a la seva mort el 1893.
Jamnabai, vídua de Khande Rao, va tornar a Baroda, i amb el consentiment del govern de l'Índia Britànica formalment va adoptar com a fill i hereu de Khande Rao a un parent llunyà, un noi de 13 anys, que va agafar el nom de Sayaji Rao III Gaikwar. Durant la seva minoria l'administració fou dirigida per Raja Sir T. Madhava Rao com a diwan i es van iniciar reformes amb resultats favorables, restaurant les finances a un bon estat al cap de poc temps amb un bon sistema de recaptació; les taxes injustes foren abolides, i la policia, el poder judicial, i els serveis mèdics i d'educació foren reorganitzats; el ferrocarril fou ampliat i es van construir molts edificis públics. El 1877 totes les viles de més de deu mil habitants foren declarades municipalitats (excepte Dwarka). El 1881 Sayaji Rao, educat sota un tutor europeu, fou instal·lat al poder. El seu títol era maharaja i la salutació a la que tenia dret era de 21 canonades.
El 1899 va tornar a passar a dependre del govern general de l'Índia; aquell mateix any va fallar el monsó i una epidèmia de fam terrible es va abatre al país (1899 i 1900). El maharaja va assistir als durbars de Delhi de 1877, 1903 i 1911 i a la coronació de Jordi VI d'Anglaterra com a emperador i de la reina Elisabet II d'Anglaterra com emperadriu (a Londres) el 1937 i va representar a l'Índia a la conferència imperial de Londres de 1937. Va morir a Gopal Bhavan, Malabar, Bombai, el 6 de febrer de 1939 i el va succeir el seu net (fill del tercer fill, ja que els dos grans havien premort sense fills, però el tercer havia premort deixant un fill; altres fills havien mort i el que no ho havia fet va morir d'accident el 1940) Pratap Singh Rao Gaikwar nascut el 29 de juny de 1908, que havia ocupat diversos càrrecs, que fou coronat el 26 d'abril de 1939. Va accedir a l'Índia el 15 d'agost de 1947 i va romandre al front de l'estat fins al 14 d'abril de 1951 en què fou destituït pel govern de l'Índia en favor del seu fill gran Fateh Singh Rao II Gaekwar, i es va exiliar a Londres on va morir el 19 de juliol de 1988.

## Població
- 1872, 2.004.442
- 1881, 2.185.005
- 1891, 2.415.396
- 1901, 1.952.692 (disminució per la fam)
- 1921, 2.126.522[1]
- 1949, 3.000.000 (estimació)

## Administració
Estava dividit en quatre prants o pranths (districtes) cadascun subdividit en mahals o talukes fins a 33, amb peta mahals o subtalukes. Cada prant està governat per un subah o col·lector ajudat per un assistent o naib-subah; cada taluka o mahal estava governada per un tahsildar o vaitvadar.
Els quatre prants eren:
- Prant de Kadi
- Prant de Baroda
- Prant de Navsari
- Prant d'Amreli

## Moneda

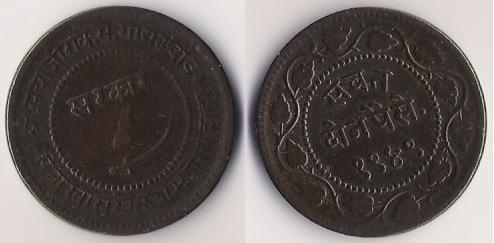
Moneda de 2 paise de 1892.

Al final del segle XVIII es va emetre moneda a Baroda en nom de Shah Alam II i més tard el govern va emetre la seva moneda, peces de plata anomenades rúpies babashdhi, i de coure anomenades peces de Baroda; encara estaven en vigor el 1901 any en què es va introduir la moneda britànica.

## Segells
Va emetre segells i paper d'estat entre 1912 i 1948. Des del 1943 es van emetre segells i paper segellat entre 1943-1948 segons l'Attachement Scheme pel qual els petits estats tributaris de Kathiawar i les thanes (districtes separats) eren agregats a estats més grans.

## Bandera i escut
La bandera tradicional mahrata (taronja biforcada) era la bandera d'estat. Els vaixells mercants podien hissar el pavelló vermell britànic amb un emblema de l'estat. La del maharaja adoptada vers 1875, era vermella amb una corona de la que sortia una mà agafant una cimatarra, tot en plata, amb un model perfeccionat el 1936 amb variació de la corona sota la qual estava la cimatarra, sola, en plata. Hi havia també bandera especial per Okhamandal, rectangular de set franges (proporcions 1:2:3:3:3:2:1) la superior vermella, després blava, groga, blanca, groga, blava i vermella. També es coneixen nombroses banderes militars.
L'escut de l'estat era un camp dividit en diagonal en quatre parts a la dreta i esquerra en vernell i en cap i base plata; dins un cavaller amb una llança o bhala amb bandera taronja, sentat en un cavall (decoracions menors). La vora de l'escut era daurada. Al damunt una corona reial daurada amb el gorro de gules i a la punta superior de la corona na peça en forma de flor de lis; sota la corona una cimatarra, en plata. Suports un elefant natural a cada costat. A la part inferior una cinta de plata amb el lema "Jin Ghar, Gin Takhia" (la cadira de muntar és la meva llar, la cadira de muntar és el meu tron) en daurat.
L'escut reial era similar però els elefants aguantaven amb la trompa un torcha cadascun que es creuaven a la part inferior d'aquestes. L'escut era un cel azure en un camp sinople, sobre el qual el cavaller i el cavall de plata (decoracions menors) amb llança amb bandera taronja.

## Llista de maharajas
- 1721 - 1732 Pilaji Rao Gaikwar
- 1732 - 1768 Damaji Rao Gaikwar
- 1768 - 1771 Govind Rao Gaikwar
- 1771 - 1774 Sayaji Rao I Gaikwar
- 1771 - 1774 Fateh Singh Rao Gaikwar (I) (Regent)
- 1774 - 1778 Govind Rao Gaikwar (segona vegada)
- 1778 - 1792 Sayaji Rao I Gaikwar (segona vegada)
- 1778 - 1789 Fateh Singh Rao Gaikwar (I) (Regent, segona vegada)
- 1779 - 1792 Manaji Rao Gaikwar (regent)
- 1792 - 1793 Manaji Rao Gaikwar, maharaja
- 1793 - 1800 Govind Rao Gaikwar (tercera vegada)
- 1800 - 1819 Anand Rao Gaikwar
- 1800 - 1818 Fateh Singh Rao Gaikwar (II) (regent)
- 1818 - 1819 Sayaji Rao Gaekwar (regent), després Sayaji Rao II Gaikwar
- 1819 - 1847 Sayaji Rao II Gaikwar
- 1847 - 1856 Ganpat Rao Gaikwar
- 1856 - 1870 Khande Rao Gaikwar
- 1870 - 1875 Malhar Rao Gaikwar
- 1875 Madhav Rao Tanjochkar (president de la regència)
- 1875 - 1939 Sayaji Rao III Gaikwar
- 1875 - 1881 Jamna Bai Sahib Gaikwar (reina, regent)
- 1939 - 1947 Pratap Singh Rao Gaikwar

## Llista de diwans (ministres)
- 1743 - 17.. Diwanji Takapir (+ Mahadaji Govind Kakirde)
- 17.. - 17.. Madhav Nimbaji Vanikar
- 17.. - 17.. Ramchandra Basvant
- 17.. - 17.. Balaji Yamaji (interí en nom de l'anterior)
- 17.. - 17.. Gopal Naik Tambekar
- vers 1777 Antaji Ganesh
- 17.. - 1780 Govind Pandit
- 17.. - 17.. Hiramand (interí)
- 17.. - 17.. Baloba
- 17.. - 17.. Gumaji Patel
- vers 1787 Ramchandra Bhaskar
- 1793 - 1800 Raoji Appaji
- 1800 - 1820 Vithalrao Devaji (Diwan de Kathiawar)
- 1800 - 1801 Shrimant Sardar Khanjirao Maharaja Sahib Gaekwar
- 1801 - 1803 Raoji Appaji (segona vegada)
- 1803 - 1807 Sitaram Raoji
- 1807 - 1810 Babaji Rao
- 1810 - 1812 Vithalrao Bhau (Vithal Rao Bhau)
- 1812 - 1815 Gangadhar Shastri
- 1815 - 1819 Bhimashankar
- 1819 - 1820 Dhakji Dadaji
- 1820 - 1828 Vithalrao Bhau (segona vegada, + Vithalrao Devaji)
- 1828 - 1829 Veniram Aditram (+ Prabhaka Dikshit)
- 1829 - 1833 Gopal Atmaram Devadar
- 1833 - 1839 Veniram Aditram
- 1839 - 1848 Vacant
- 1848 - 1849 Balasaheb Dhaibar
- 1849 - 1854 Bhau Tambekar
- 1854 - 1867 Govindrav Pandurang Rode (+ Ganesh Sadashiv Ojhe)
- 1867 - 1869 Bhau Shinde
- 1869 - 1870 Nimbaji Rao Dhole (o Davale) (interí)
- 1870 - 1871 Hariba Gaikvad
- 1871 - 1872 Gopal Rav Mairal
- 1872 - 1873 Balvantrav (Balwant Rao) Khanvelkar
- 1874 - 1875 Dadabhai Naoroji
- 1875 - 1882 T. Madhava Rao
- 1882 - 1886 Khan Bahadur Kazi Shahabuddin
- 1886 - 1890 Bahadur Lakshman Jagannath Vaidya
- 1890 - 1895 Manibhai Jasbhai
- 1896 - 1901 S. Shrinivas Raghava Iyengar
- 1901 - 1904 R.V. Dhamnaskar
- 1904 - 1909 Kersaspji Rustamji Dadachanji
- 1909 - 1909 Shri Romesh Chunder Dutt
- 1909 - 1912 C.N. Seddon
- 1912 - 1914 Bihari Lal Gupta
- 1914 - 1916 Vishvanatha Patankar Madhava Rao
- 1916 - 1927 Manubhai Nandshankar Mehta
- 1927 - 1945 T. Krishnamachari
- 1945 - 1947 Brojendra Lal Mitter
- 1947 Jivraj N. Mehta

## Llista de residents britànics
- 1802 - 1809 Alexander Walker
- 1809 - 1810 James Rivett-Carnac (interí)
- 1810 Alexander Walker
- 1810 - 1820 James Rivett-Carnac (segona vegada)
- 1820 C. Norris (interí)
- 1820 - 1837 James Williams
- 1837 - 1840 James Sutherland
- 1840 - 1844 William Sprot Boyd
- 1844 - 1845 T. Ogilvie (interí)
- 1845 - 1846 Robert Keith Arbuthnot
- 1846 - 1847 William Charles Andrews (interí)
- 1847 - 1848 James Outram
- 1848 - 1850 Patrick Theodor French (interí)
- 1850 - 1852 James Outram
- 1852 - 1853 J.M. Davies
- 1853 - 1854 G.B. Seton Karr (interí)
- 1854 - 1854 James Outram (segona vegada)
- 1854 - 1855 D.A. Malcolm
- 1856 - 1857 Cuthbert Davidson
- 1857 - 1859 Sir Richmond Campbell Shakespear
- 1859 - Jan 1866 R. Wallace
- 1866 - May 1867 J.T. Barr
- 1867 - Nov 1867 E.P. Arthur (interí)
- 1867 - Apr 1872 J.T. Barr
- 1872 - Mar 1873 A.G. Shortt (interí)
- 1873 - Dec 1874 Robert Phayre
- 1874 - Apr 1875 Lewis Pelley
- 1875 - Nov 1875 Richard John Meade

## Llista d'agents britànics
- 1875 - 1881 Philipp Sandys Melvill
- 1881 - 1881 J.H. Seller (interí)
- 1881 - 1881 W.G. Waterfield (interí)
- 1881 - 1881 Philipp Sandys Melvill
- 1882 - 1883 John Watson
- 1883 - 1883 F.H Jackson (interí)
- 1883 - 1885 John Watson
- 1885 - 1885 C.K.M. Walter (interí)
- 1885 - 1886 John Watson
- 1886 - 1886 F.H Jackson (interí segona vegada)
- 1886 - 1886 James Cavan Berkeley
- 1886 - 1886 F.H Jackson (interí tercera vegada)
- 1886 - 1887 James Cavan Berkeley
- 1887 - 1888 Sir Oliver Beauchamp Coventry St. John
- 1888 - 1889 F.H Jackson (interí quarta vegada)
- 1889 - 1889 Harry North Dalrymple Prendergast
- 1889 - 1889 F.H Jackson (interí cinquena vegada)
- 1889 - 1890 Harry North Dalrymple Prendergast
- 1890 - 1890 F.H Jackson (interí sisena vegada)
- 1890 - 1891 Harry North Dalrymple Prendergast
- 1891 - 1893 Edward Swalman Reynolds
- 1893 - 1893 John Biddulph
- 1893 - 1893 P.W. Snell (interí)
- 1893 - 1895 John Biddulph
- 1895 - 1896 Norton Charles Martelli
- 1896 - 1896 P.Z. Cox (interí)
- 1896 - 1899 Norton Charles Martelli

## Llista de residents
- 1899 - 1901 Charles Withers Ravenshaw
- 1901 - 1901 W.H.M. Stewart (interí)
- 1901 - 1902 Malcolm John Meade
- 1902 - 1902 H.C.J. Carnegy (interí)
- 1902 - 1906 Malcolm John Meade
- 1906 - 1906 H. Harrison (interí)
- 1906 - 1906 C.H. Pritchard (interí)
- 1906 - 1908 Malcolm John Meade
- 1908 - 1908 R.S. Pottinger (interí)
- 1908 - 1909 Malcolm John Meade
- 1909 - 1910 O.V. Bossaquet (interí)
- 1910 - 1912 Henry Venn Cobb
- 1912 - 1914 Lawrence Impey (interí)
- 1914 - 1914 W.M.P. Wood (interí)
- 1914 - 1914 W.E. Jardine (interí)
- 1914 - 1917 Lawrence Impey (segona vegada)
- 1917 - 1918 F.W.P. Macdonald (interí)
- 1918 - 1918 K.S. Pitze (interí)
- 1918 - 1919 Charles Lennox Russell
- 1919 - 1919 T.B. Russell (interí)
- 1919 - 1919 William P. Barton (1st time)
- 1919 - 1919 W.H. Wilkinson (interí)
- 1919 - 1920 William P. Barton
- 1920 - 1920 Charles Joseph Windham
- 1920 - 1921 Denys B. Blakeway
- 1921 - 1922 L.M. Crump (interí)
- 1922 - 1923 Reginald I.R. Glancy
- 1923 - 1927 Herbert Kealy
- 1927 - 1929 Richard J.C. Burke
- 1930 - 1932 Frederick M. Bailey
- 1932 - 1933 Arthur Cunningham Lothian
- 1933 - 1937 James Leslie Rose Weir
- 1937 - 1939 Elliott James Dowell Colvin
- 1939 - 1940 Clive K. Daly
- 1940 - 1942 Cosmo G.N. Edwards
- 1943 - 1944 Lionel W. Jardine
- 1944 - 1947 Cyril P. Hancock (interí)
- 1947 - 1947 L.G. Coke-Wallis